# Ипьялес

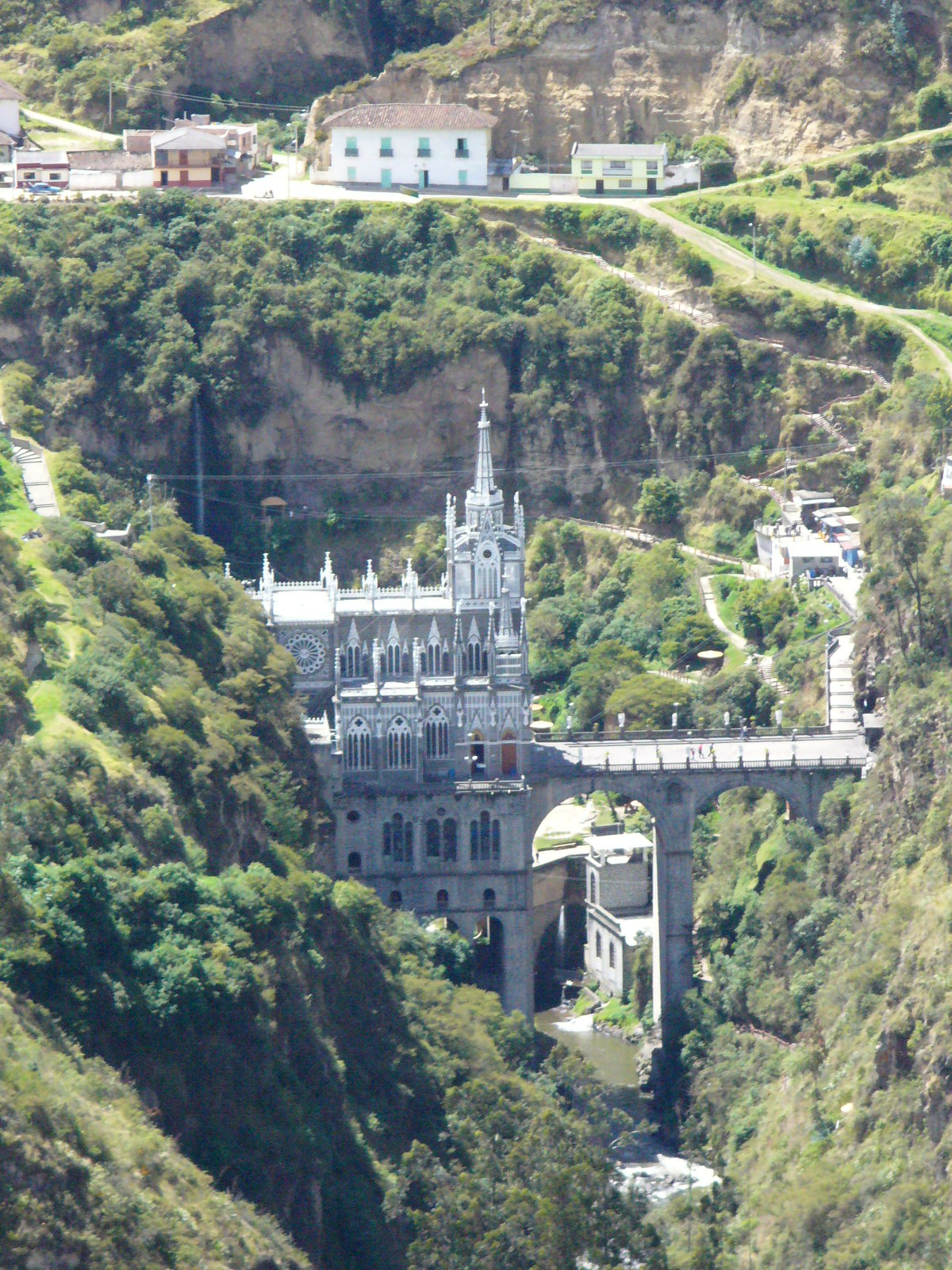
Собор Лас-Лахас

Ипиалес (исп. Ipiales) — город в Колумбии.
Город Ипиалес расположен на крайнем юго-западе Колумбии, в департаменте Нариньо, в 5 километрах от границы с Эквадором, на высоте более 2.900 метров над уровнем моря. В настоящее время в городе проживает более 109 тысяч человек, большинство из которых составляют метисы и индейцы.
Ипиалес называется также «городом трёх вулканов» (la ciudad de los tres volcanes), так как отсюда открывается вид на 3 вулкана — Кумбаль, Чилес и Азуфраль. Местонахождение города в приграничной зоне придаёт ему особое экономическое и торговое значение. Ипиалес также является известным центром региональной обувной промышленности, куда за покупками съезжаются как жители Колумбии, так и Эквадора.
Близ Ипиалеса находится знаменитая католическая церковь Лас-Лахас ( El Santuario de la Virgen del Rosario de Las Lajas en Ipiales), место паломничества. Она построена на мосту, проложенному над пропастью, а алтарь лежит на одной из скал у основания церкви.
В Ипиалесе родился современный колумбийский композитор Густаво Парра Аревало.